# Fuscaldo
Fuscaldo ist eine italienische Stadt in der Provinz Cosenza in Kalabrien mit 7790 Einwohnern (Stand 31. Dezember 2023).

## Lage und Daten
Fuscaldo liegt etwa 46 km nordwestlich von Cosenza am Tyrrhenischen Meer. Die Nachbargemeinden sind Cerzeto, Guardia Piemontese, Lattarico, Mongrassano, Montalto Uffugo, Paola, Rota Greca und San Benedetto Ullano.

## Sehenswürdigkeiten
Im Ort steht eine Ruine des Schlosses der Spinelli. Sehenswert sind die verschiedenen Kirchen im Ort aus der Barockzeit. Die Küste ist touristisch erschlossen. Es besteht Bademöglichkeit.

## Persönlichkeiten
- Luigi Vaccari (1817–1887), Benediktiner
- Ted Boy Marino (1939–2012), italienisch-brasilianischer Wrestler, Komiker, Schauspieler und TV-Moderator